# Вад (станция)
Вад — промежуточная железнодорожная станция Пензенского региона Куйбышевской железной дороги, располагается на территории Республики Мордовия.
Станция была открыта в 1893 году. Расположена на двухпутном участке Кустарёвка — Самара с электротягой постоянного тока. По характеру работы является промежуточной станцией, по объёму выполняемой работы отнесена к 5-му классу. Станция централизованная, включена в круг диспетчерского управления на участке Рузаевка — Кустарёвка. Станция переведена на диспетчерское управление.